# Savas Michael-Matsas
Savas Michael-Matsas (en griego: Σάββας Μιχαήλ, n. 1947, Atenas) es un médico, filósofo, historiador, economista político y profesor griego. Desde 1970 es parte activa del movimiento marxista internacional, es dirigente del Partido Revolucionario de los Trabajadores y de varias organizaciones internacionales socialistas.

## Estudios y desarrollo profesional
Matsas se ha especializado en diversos campos del conocimiento. Estudió medicina entre 1965 y 1971 en la Universidad de Atenas. Ese año se trasladó a París, donde realizó cursos de posgrado en radiología y oncología, cursando también estudios de historia, economía política y filosofía.
Con este amplio bagaje de conocimiento ha publicado, desde hace 30 años, numerosos ensayos de variados temas, entre ellos: filosofía, economía política, estudios judaicos, historia y teoría literaria; todos ellos basados en un punto de vista marxista. EnSu obra fue traducida al inglés, francés, portugués, español y turco.
Actualmente es profesor de filosofía y estudios culturales en la Universidad Nacional de Atenas.

## Obra
Su obra incorpora conceptos de numerosas disciplinas del conocimiento, razón por la que el sociólogo y filósofo francés Michael Löwy lo ha calificado como un "intelectual atípico y fuera de toda norma". En un texto defensivo que escribió tras el enjuiciamiento al que lo llevó el grupo neonazi griego Amanecer Dorado, Löwy destacó la impresión que le causó el profundo conocimiento del autor en una diversidad de temas incluidos en sus escritos. «El autor conoce muy bien la Biblia, el Talmud, la Cábala, el teatro griego clásico, la literatura europea, la filosofía francesa contemporánea, la poesía griega contemporánea, la poesía griega moderna, Hegel y Marx –sin hablar de Trotsky, su principal norte político. La lista es interminable.»
El trabajo de Matsas, aunque multidisciplinario se estructura sobre el análisis marxista y desarrolla en especial el antisionismo y el internacionalismo.